# Luis Zahera
José Luis Castro Zahera, de son nom de scène Luis Zahera, est un acteur espagnol né à Saint-Jacques-de-Compostelle le 23 mai 1966.

## Biographie
Il commence à être connu au cinéma dans une brève apparition dans Les Lundis au soleil de Fernando León en 2002 et de Capitaine Alatriste d'Agustín Díaz Yanes en 2006.
Il se fait remarquer dans Cellule 211 de Daniel Monzón et dans le film fantastique Agnosia d'Eugenio Mira en 2010.
En 2016, il est à l'affiche de Que Dios nos perdone (2016) de Rodrigo Sorogoyen.
ll gagne en 2019 le Goya pour son interprétation dans El reino.
Il joue également dans Lettre à Franco d'Alejandro Amenábar, qui a eu un grand succès, notamment en France.
Il joue également le rôle de Ferro dans la série Permis de vivre (Netflix) , l'ami fidèle de Nemo ( José Coronado) faisant l'essentiel de son « sale boulot ».
Il gagne une grande popularité en Europe et au niveau international grâce à son rôle dans la série télévisée de Telecinco, Entrevías, dans laquelle il joue le rôle d'Ezechiel aux côtés de José Coronado et de la jeune actrice Nona Sobo.
Sa prestation dans As bestas est saluée par la critique et le public.

## Filmographie

### Cinéma
- 2009 : Cellule 211 (Celda 211)
- 2010 : Agnosia
- 2016 : Que Dios Nos Perdone
- 2018 : El reino
- 2019 : Lettre à Franco (Mientras dure la guerra)
- 2022 : As bestas
- 2024 : Le Courrier (El correo)
- 2026 : Karma de Guillaume Canet

### Télévision
- 2018-2020 :  Permis de vivre
- 2022 : Entrevías (série diffusée sur Telecinco et Netflix)
- 2020-2022 : La Unidad

## Distinctions
- Goyas 2019 : meilleur acteur dans un second rôle pour El reino
- Feroz 2019 : meilleur acteur dans un second rôle pour El reino
- Feroz 2023 : meilleur acteur dans un second rôle pour As bestas
- Goyas 2023 : meilleur acteur dans un second rôle pour As bestas[6]
- Platino 2023 : meilleur acteur dans un second rôle pour As bestas[7]
- Médaille d'or du mérite des beaux-arts 2023, décernée par le Ministère de l'Éducation, de la Culture et des Sports espagnol[8]